# Capacità di un processo
La capacità di un processo in campo industriale è un parametro numerico che consente di valutare quanto un processo produttivo, caratterizzato da una propria variabilità statistica, possa soddisfare una specifica di produzione.
Tale parametro, adimensionale e individuato dal simbolo Cp, viene definito dalla formula:
Cp = (Lss-Lis)/6σ
dove Lss è il limite superiore della specifica, Lis il limite inferiore e σ è la deviazione standard dei valori generati dal processo.
Con un numero di misurazioni o rilevamenti statisticamente significativo, si osserva che i valori generati dal processo in esame tenderanno ad assumere una distribuzione gaussiana; tale distribuzione è contraddistinta da un valore medio (x) e da un valore di deviazione standard (σ) tanto maggiore quanto è ampia la distribuzione dei valori osservati. Al tendere all'infinito del numero dei valori osservati, l'intervallo x±3σ include il 99,73% dei valori osservati ed è convenzionalmente considerato come la normale variabilità statistica del processo.
Qualora il valore medio della distribuzione x non coincida con il valore nominale della specifica μ, possono essere calcolate due capacità ("superiore" e "inferiore") ciascuna riferita ad una metà della distribuzione gaussiana:
CU = (Lss-x)/3σ
CL = (x-Lis)/3σ
considerando come capacità Cpk il valore inferiore tra CU e CL.
Dalla definizione data, un valore di Cp o Cpk uguale a 1 significa che il processo in esame ha il 99,73% di probabilità di rispettare la specifica indicata.